# Wolfstisch bei Hitzelrode
Der Wolfstisch oberhalb von Hitzelrode ist ein tischförmiger Felsen, auf dessen rund 1,40 m hohem Fuß eine mächtige, leicht geneigte Felsplatte liegt. Der zum Natur- und Kulturdenkmal erklärte Wolfstisch steht auf einer Höhe von 471 m vor einer steil abfallenden Felswand am westlichen Rand der Gobert, eines Muschelkalk-Höhenzugs an der Landesgrenze von Hessen zu Thüringen. Die Gegend trägt den Beinamen „Hessische Schweiz“, den sie vermutlich dem Versuch verdankt, mit der Bezeichnung „Schweiz“ als Inbegriff landschaftlicher Schönheit den Reiz des felsigen Geländes zu überhöhen. Bis in die 1880er Jahre war der Tischfelsen nahezu unbekannt. Mündliche oder schriftliche Überlieferungen scheint es nicht gegeben zu haben. Nur die Bewohner von Hitzelrode und der benachbarten Dörfer kannten ihn und behielten seinen Namen seit Jahrhunderten bei.
Der Wolfstisch lässt viel Raum für Spekulationen. Während Geologen von der natürlichen Verwitterung eines Kalksteinblocks sprechen, Spuren menschlicher Bearbeitungen nicht erkennen, aber auch nicht ausschließen können, nehmen einige Historiker an, dass der Wolfstisch von Menschen gebildet wurde, im Laufe der Zeit verwitterte und durch das allmähliche Abwaschen des sich leicht neigenden Bodens seine jetzige Höhe erhalten hat. Sie deuten die Stätte als Gerichtsort in einem Gräberfeld oder als germanische Opfer- oder Kultstätte, denn sein Name scheint auf Wodan zu weisen, dessen Begleiter neben zwei Raben auch zwei Wölfe waren.

## Lage
Der Wolfstisch steht nur wenige Meter vor einer senkrechten Felskante östlich von Hitzelrode, einem Ortsteil der Gemeinde Meinhard im nordhessischen Werra-Meißner-Kreis. Der Felsenbereich liegt im Naturschutzgebiet Hessische Schweiz bei Meinhard und gehört dadurch auch zu dem Fauna-Flora-Habitat-Gebiet Kalkklippen der Gobert. Die Schutzgebiete befinden sich innerhalb des Geo-Naturparks Frau-Holle-Land und grenzen im Osten an den thüringischen Landkreis Eichsfeld.
In der naturräumlichen Gliederung Deutschlands, die auf der Geografischen Landesaufnahme des Instituts für Landeskunde Bad Godesberg basiert, wird die Landschaft um den Wolfstisch der Teileinheit Gobert (483.10) im Allendorfer Wald (483.1) zugeordnet. Sie liegt innerhalb des Oberen Eichsfelds (483.1-3), das zu der Haupteinheitengruppe der Nordwestlichen Randplatten des Thüringer Beckens (483) gehört. Nach Osten geht der Bereich in das Rosoppe-Frieda-Hügelland (358.50) über, eine Teileinheit des Unteren Werraberglands (358) in der Haupteinheitengruppe des Osthessischen Berglands.

## Geologie
Der Bergstock der Gobert wird aus Unterem Muschelkalk aufgebaut, dem auf dem Plateau eine Decke des Oberen Wellenkalks aufgelagert ist. Die Gobert ist einer der westlichen Ausläufer der Muschelkalkplatten, die das Thüringer Becken umranden. Der von dem Leinetalgraben abzweigende Eichenberg-Gotha-Graben trennte einst die Gobert von dem ursprünglich zusammenhängenden Gesteinsverband der Randplatten des Obereichsfelds und schuf so einen über 500 Meter hohen Zeugenberg-Komplex. Die heutige Oberflächengestalt, mit der durch Buchten und tief eingeschnittene Täler stark gegliederten Schichtstufenlandschaft, formten Massenverlagerungen und Erosion und ist für die Hessische Schweiz charakterbildend.
Die Abrisskante, die am Standort des Wolfstisches rund 25 m hoch ist, und die Basis des Tisches bestehen aus grauem mikritischem Kalkstein. Die Platte wird aus dem härteren Packstone gebildet, der vermutlich zu den Terebratelbänken gehört, die nach dem Leitfossil, einem muschelartigen Armfüßler, benannt wurden. Die ersten Historiker, die die Stätte besuchten, nahmen an, dass der Graben um den Wolfstisch von Menschenhand geschaffen wurde und die Grenze bildete für alle, außer für die Priester und Opfer. Inzwischen gilt als gesichert, dass solche Gräben die oberen Ränder von Klüften sind, die sich in den Felsen fortsetzen und ein weiteres Loslösen von Gesteinsmassen ankünden.
Felsbereiche wie die bei dem Wolfstisch, die durch Bergrutsche und bergsturzartige Abbrüche des Muschelkalks entstanden sind, kennzeichnen viele der Berge des Werralands. Sie sollen in Deutschland nirgends so häufig vorkommen wie in dem Bereich der westlichen Umrandung des Thüringer Beckens, zu der neben der Gobert auch der Ringgau und die Wanfrieder Werrahöhen gehören. Sie gelten als die größten aktiven Bergsturzgebiete Hessens. Besonders in niederschlagsreichen Zeiten können sich immer wieder Massenbewegungen ereignen, wenn Regenwasser in den Klüften und Spalten der verhältnismäßig verwitterungsbeständigen Kalkschicht versickert und auf die Röt-Formation des Oberen Buntsandsteins trifft, die den Muschelkalk unterlagert. Das tonige Röt quillt auf und wird fließfähig. Dadurch wird der über dem Röt liegende Muschelkalk instabil und gerät in Bewegung. Die Felsbereiche, die sich dabei ablösen, rutschen auf dem breiartig gewordenen Röt allmählich talabwärts und lassen Schluchten entstehen. Diese ermöglichen ein verstärktes Versickern von Niederschlägen, die die Massenverlagerungsprozesse beschleunigen.

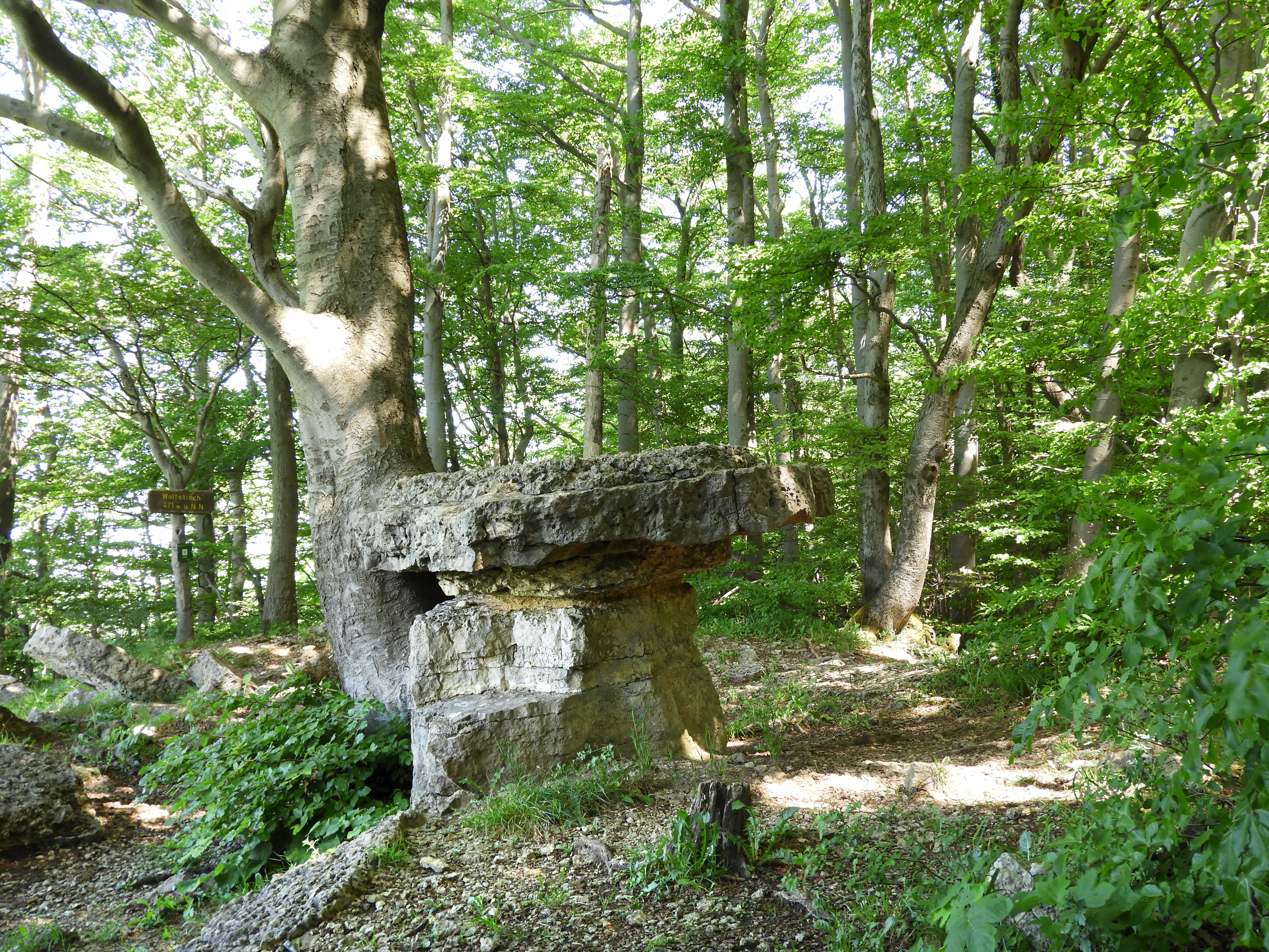
Der Wolfstisch am Premiumwanderweg P4 des Geo-Naturparks Frau-Holle-Land
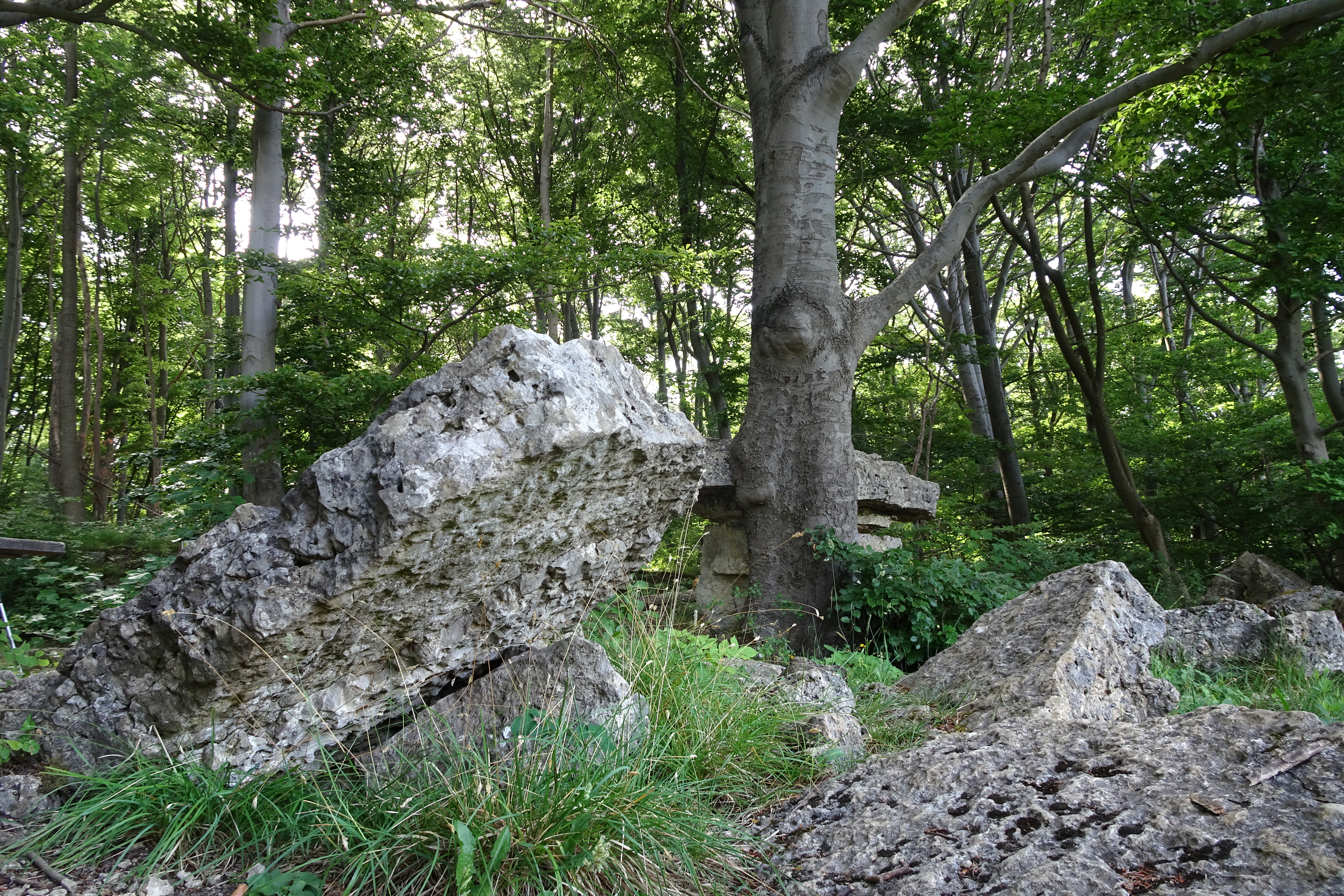
Die im Halbkreis um den Wolfstisch liegenden Felsplatten könnten möglicherweise einst als Sitze gedient haben
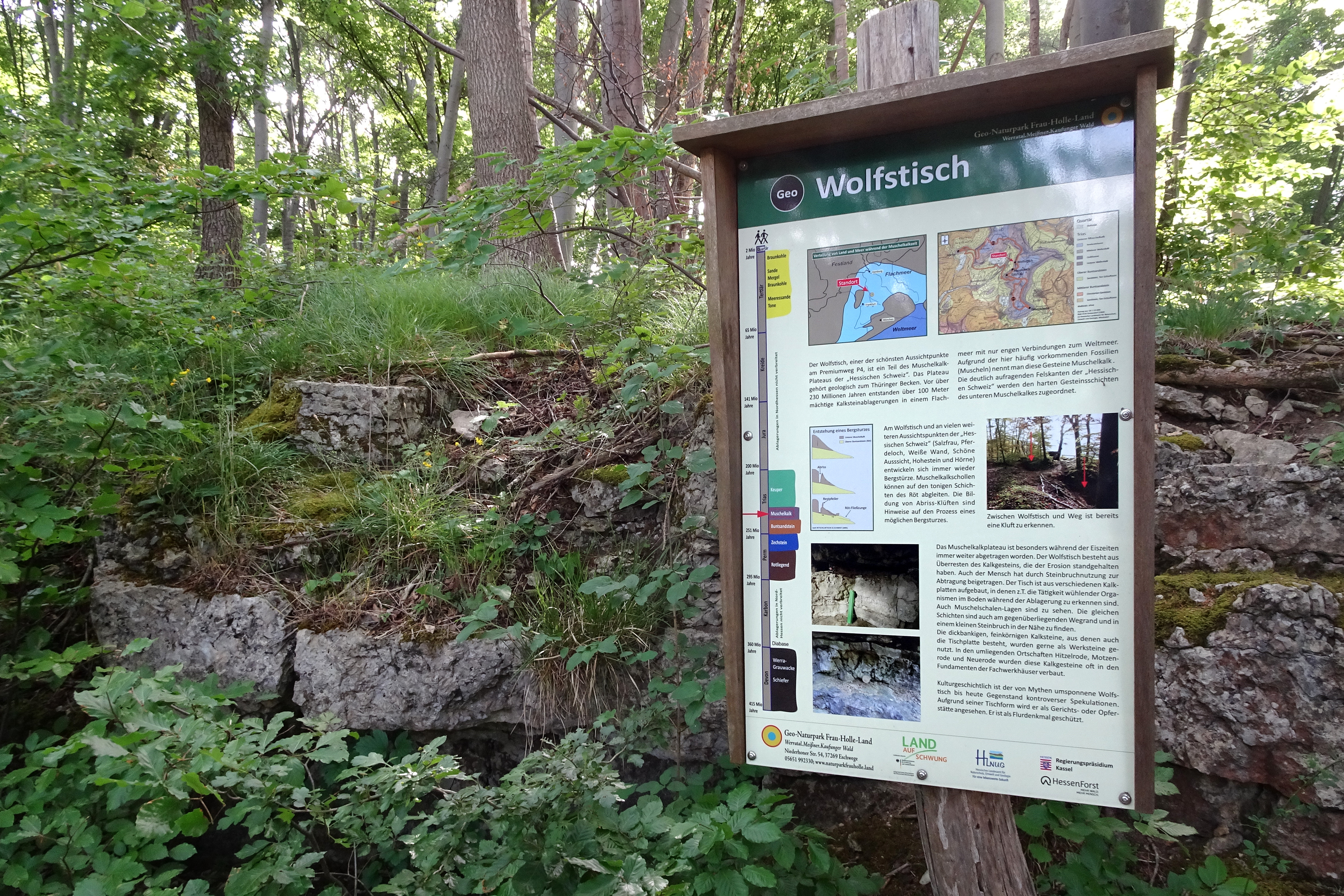
Die dolomitischen Kalke aus dem Bereich der Terebratelbänke wurden hier für die Zementherstellung abgebaut

## (Wieder-)Entdeckung

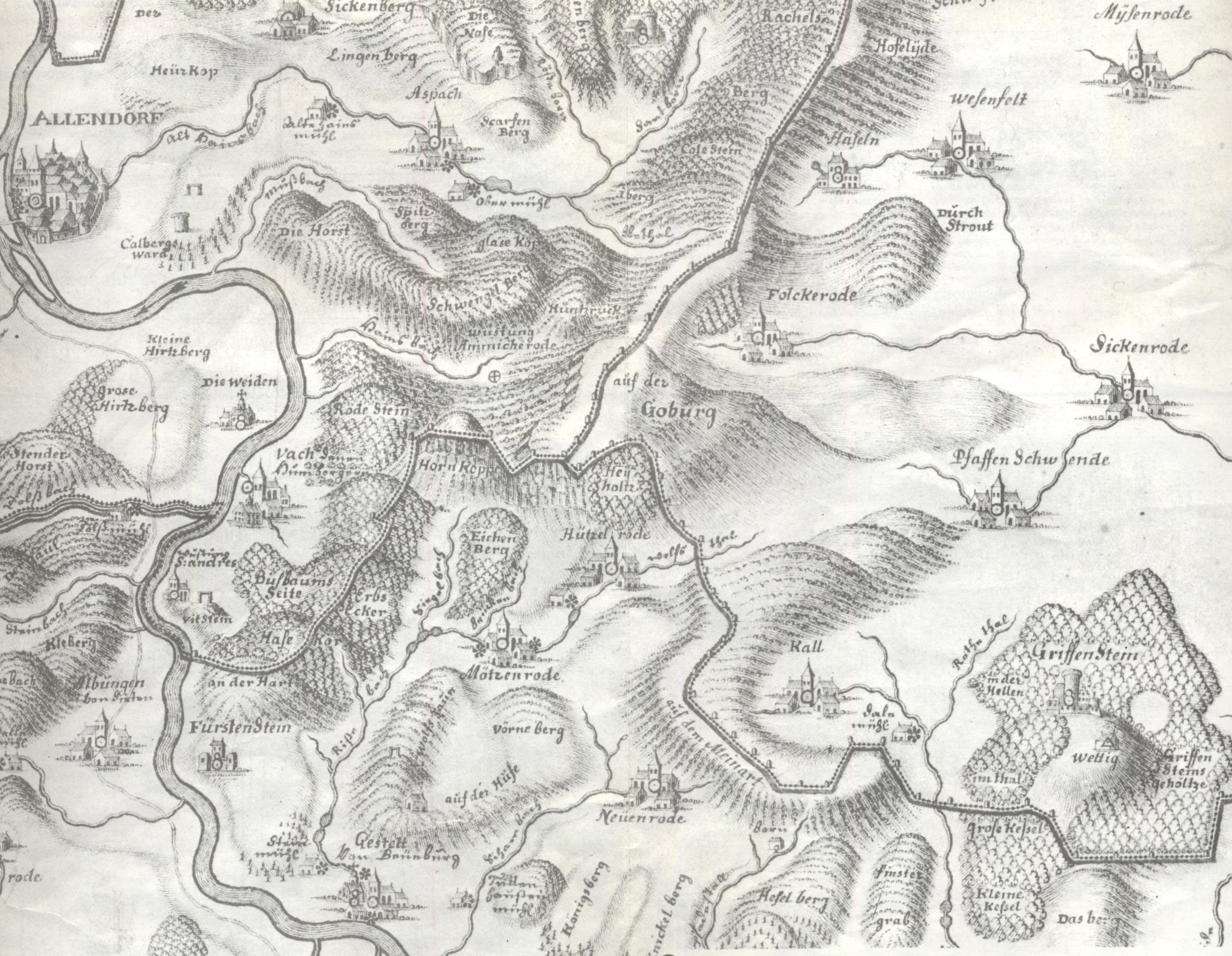
Ausschnitt einer Schleensteinschen Karte aus dem frühen 18. Jahrhundert

Der Wolfstisch war außerhalb der Region nahezu unbekannt und noch nirgends beschrieben, als im November 1887 in dem in Allendorf verlegten Werra-Boten ein Artikel über ihn erschien und der Geograph Richard Andree in seinem Beitrag für die Januarausgabe des Jahres 1888 des Correspondenz-Blattes der Berliner Gesellschaft für Anthropologie etc. den Text landesweit vorstellte. Andree hatte bereits im Oktober 1886 auf die Gegend an der unteren Werra, „die sehr reich an prähistorischen Denkmälern ist, die ihrer näheren Untersuchung noch harren“, hingewiesen.

„Hoch oben auf dem Kalkfelsen, an einer Stelle, wo man das ganze wildromantische Thal übersieht, befindet sich in der That eine uralte germanische (oder keltische?) Kultusstätte, nämlich ein hoher Ringwall, in dessen Mitte sich ein wohl erhaltener, roher heidnischer Opferaltar befindet. […] Rings um die Steinplatte, welche ich geneigt bin für einen Opferaltar zu halten, aber innerhalb des Ringwalles sind im Halbkreise eine Anzahl Felsplatten unordentlich gelegt bezw. durcheinander geworfen, welche möglicherweise als Sitze der Opferpriester und Häuptlinge gedient haben. Es ist möglich, dass beim Aufräumen des Platzes sich noch Manches aus vorgeschichtlicher Zeit vorfindet. Im Volksmunde heisst der Opferaltar der „Wolfstisch“. Diese Bezeichnung deutet auf Wodanskultus hin, Wölfe und Raben waren nach der Vorstellung der alten Deutschen Wodans Sendboten.“

Durch die Artikel aufmerksam geworden besuchten im Jahr 1887 der Thüringer Arzt Paul Zschiesche vom Verein für Geschichte und Altertumskunde Erfurt und im Sommer 1888 der Vorsitzende des Vereins für hessische Geschichte und Landeskunde Kassel, Major a. D Carl von Stamford, diesen „merkwürdigen Stein“, der noch „tief verborgen in romantischer Waldeinsamkeit“ lag, nur „wenigen Leuten bekannt und ohne kundigen Führer nicht aufzufinden“ war. Carl v. Stamford ging von dem im Volksmund bewahrten Namen aus und entwarf in seinem Bericht an die Mitglieder seines Vereins das Bild eines Opferaltars, auf dem Wodans Wölfe Geri und Freki, welche ihm in die Schlacht folgten, ihre Mahlzeiten finden konnten. Nachdem die Opfer „auf dem Altar das Leben verblutet hatten“, wurden „die nicht zu verwendenden Reste über die nahe Kante in die Tiefe gestürzt“. Möglich wäre allerdings auch, so v. Stamford, dass in „einer entlegenen Zeit“ ein Freund der „entzückenden Aussicht auf liebliche Täler“ den Platz hergestellt hat. Dr. Zschiesche sah in dem Bereich ebenfalls eine Kultstätte aus alter Zeit, vermied es aber, sie zu deuten. Seine Beschreibung und die Maße stimmen auch heute noch mit denen aus der Zeit um 1888 überein:

„An einer Felswand, gerade östlich über Hitzelrode, ist ein kleines Stück der Hochfläche durch einen Graben abgeschnitten. Der eingehegte Raum hat die Gestalt eines unregelmäßigen nach Südwesten spitz zulaufenden Ovals, dessen Länge 40 m, dessen größte Breite 11 m beträgt […] Der Graben, dessen Böschungen aus größeren Kalksteinen bestehen, hat eine obere Breite von 5,50 m und eine Tiefe von 1,60 m und ist zweifellos durch Menschenhand in den Kalkstein eingeschnitten. Ungefähr in der Mitte der größten Breitenausdehnung des Ovals steht der Steintisch. Sein Fuß, unregelmäßig viereckig, hat eine Höhe von 1,40 m und eine Stärke von 1,50 m und ist aus dem Fels herausgearbeitet, wenigsten erscheint mir die Schichtung in zwei Teile auf dem natürlichen Verhalten des Kalksteines zu beruhen. Auf diesem Sockel liegt eine mächtige, nach dem Felssturz zu etwas geneigte Kalkplatte von 40 cm Dicke und unregelmäßiger fünfeckiger Form. Die einzelnen Seiten betragen 1,90, 1,70, 1,40, 1,10 und 1,50 m. Der kleinste und der größte Durchmesser ist 2,50 bzw. 2,80 m. Die Gesamthöhe des Tisches ist 1,80 m. Rings um ihn liegen ohne Ordnung wohl ein Dutzend oder mehr Kalksteinplatten und Blöcke.“

Auch der Heimatforscher Alfred Schulze ist der Meinung, dass die Vermutung berechtigt ist, der Wolfstisch sei Teil einer früheren Kultstätte gewesen. Da der Name „Wolfstisch“ selten zu sein scheint, dagegen ähnliche Gebilde unter dem Namen „Teufelstisch“ bekannt sind, versuchte er aus der Geschichte von drei „Teufelstischen“ aus verschiedenen Gebieten Deutschlands zu erfahren, was auch für den Hitzelröder Tischfelsen zutreffen könnte. Nach seinen Erkenntnissen war wesentlich, dass die Teufelstische sich im Mittelpunkt bedeutsamer Landschaften der vor- bis frühgeschichtlichen Zeit befanden, in denen seit dem 8. und 9. Jahrhundert unter Aufsicht fränkischer militärischer und kirchlicher Stellen das Ausüben heidnischen Brauchtums verhindert wurde. Aus dieser Sicht kann auch die Bedeutung des Wolfstisches bewertet werden: Er stand hoch über den Salzquellen an der Werra, in der Nähe eines mutmaßlichen germanischen Heiligtums auf dem Hohestein, in einem sehr großen Wald, der vor einem Jahrtausend den Namen „Meginhard“ trug und von dem heute nur noch ein Teil als Meinhard bezeichnet wird.
Schulze deutete die Flurnamen rund um den Wolfstisch und nahm an, dass in der heutigen Waldflur „Das Wolfshaus“ der Thinghof des Richters stand und die Bezeichnung des Hangs am Wolfstisch „Im Dolche“ auf dol = Gericht weist. Der Wald jenseits der hessisch-thüringischen Grenze heißt „Das Hundeloch“ und nach der Pfaffschwender Kuppe hin „Die Hundelöcher“, ohne dass Loch oder Löcher im geologischen Sinn namengebend gewesen sein können. Hundeloch weise vermutlich auf Hundloh = Hundschaftswald hin. „Hundschaft“ oder später Hundertschaft war eine altgermanische Gauabteilung gewesen.
Der Waldbereich auf der Hochfläche zwischen Hundeloch und Wolfstisch wird „Der alte Kirchhof“ und östlich davon und über die Grenze hinaus „Der Heidenfriedhof“ genannt. Auf diesem Gelände wurde Kalk für den rund 150 m östlich des Wolfstisches stehenden ehemaligen Kalkofen gegraben. Die Ruine des turmähnlichen, rundgemauerten Ofens wurde inzwischen wegen ihrer technischen und geschichtlichen Bedeutung als schützenswertes Kulturdenkmal eingestuft. Durch den Abbau ist der Bereich zu einem einzigen Trichterfeld geworden. Dort wo vielleicht einmal viele Grabhügel waren, liegen heute Kalkschutthügel, so dass noch vorhandene, einzelne Grabstellen kaum mehr zu erkennen sind. Schulze vermutet, dass im 19. Jahrhundert, als der Kalkofen noch im Betrieb war, oft Gräber freigelegt wurden und so der Name „Alter Kirchhof“ entstanden ist.
Das Gebiet um den Wolfstisch sieht Schulze als einen Teil des Gesamtheiligtums einer oder mehrerer Hundschaften. Im 9. und 10. Jahrhundert wurde dieses Gebiet zu einem fränkischen Gau erweitert, dessen stark befestigter militärischer Stützpunkt dort vermutet wird, wo heute das Gut Goburg genannt wird. Der Reiz des Grausigen und die Vorstellung von einer blutigen Opferstätte ist nach seinen Erkenntnissen wohl vom Wolfstisch gewichen. „Das alte Germanentum kannte keine Menschenopfer, und wo sich diese Unsitte bei weit vorgestoßenen oder sich im fremden Volkstum auflösenden Stammesteilen ausgebildet hatte, ist es mehr Lebensangst und Gottesfurcht als germanisches Brauchtum gewesen.“

„Nach all diesen Erwägungen ist die Bedeutung des Natur- und Vorgeschichtsdenkmals nicht geringer geworden: Der Wolfstisch war eine Gerichtsstätte in einem Totenhain, und dieser alte Brauch, Gericht in der Nähe der Toten zu halten, hat sich bis in die geschichtliche Zeit fortgesetzt. Viele Grabhügel der Vorzeit sind noch im Mittelalter als Gerichtsplätze benutzt worden […]“

## Schutz
Gemeinsam mit den benachbarten Felsbereichen Pferdeloch und Salzfrau steht der Wolfstisch als geologisches Naturdenkmal unter besonderem Schutz. Als Kultstein ist der tischförmige Felsen auch ein geschütztes Flurdenkmal, der aus geschichtlichen Gründen in das Denkmalverzeichnis des Landes Hessen eingetragen wurde. Der Wolfstisch gehört zu den 120 Geotopen im Werra-Meißner-Bergland, die das Hessische Landesamt für Naturschutz, Umwelt und Geologie (HLNUG) erfasst, beschrieben und bewertet hat.
Im Jahr 1989 wurden die Felsen als Teile der Waldgebiete um Hörne, Hohestein und Gobert mit einer Verordnung des Regierungspräsidiums in Kassel zum Naturschutzgebiet Hessische Schweiz bei Meinhard erklärt. Geschützt und langfristig gesichert werden sollten neben den Kalkfelsfluren auch die Magerrasen, Blockschuttwälder und großflächigen Laubholzbestände mit ihren seltenen und stark gefährdeten Pflanzen- und Tierarten. Das Naturschutzgebiet ist 241,67 Hektar groß; es hat die nationale Kennung 1636019 und den WDPA-Code 163663.
Im Rahmen der Umsetzung der Fauna-Flora-Habitat-Richtlinie wurde das Naturschutzgebiet Hessische Schweiz mit dem angrenzenden Naturschutzgebiet Kalkklippen südlich des Iberges vom Land Hessen im April 1999 der EU-Kommission für das länderübergreifende Netz besonderer Schutzgebiete „Natura 2000“ gemeldet. Die Schutzwürdigkeit wurde mit dem aus botanischer und ornithologischer Sicht bundesweit bedeutenden großflächigen Laubwaldkomplex, den Vorkommen von Eiben, den Blaugrashalden sowie den natürlichen Bergstürzen begründet. Das FFH-Gebiet mit einer Größe von 289 Hektar bekam den Namen Kalkklippen der Gobert, die Gebietsnummer 4726-350 und den WDPA-Code 555520072.

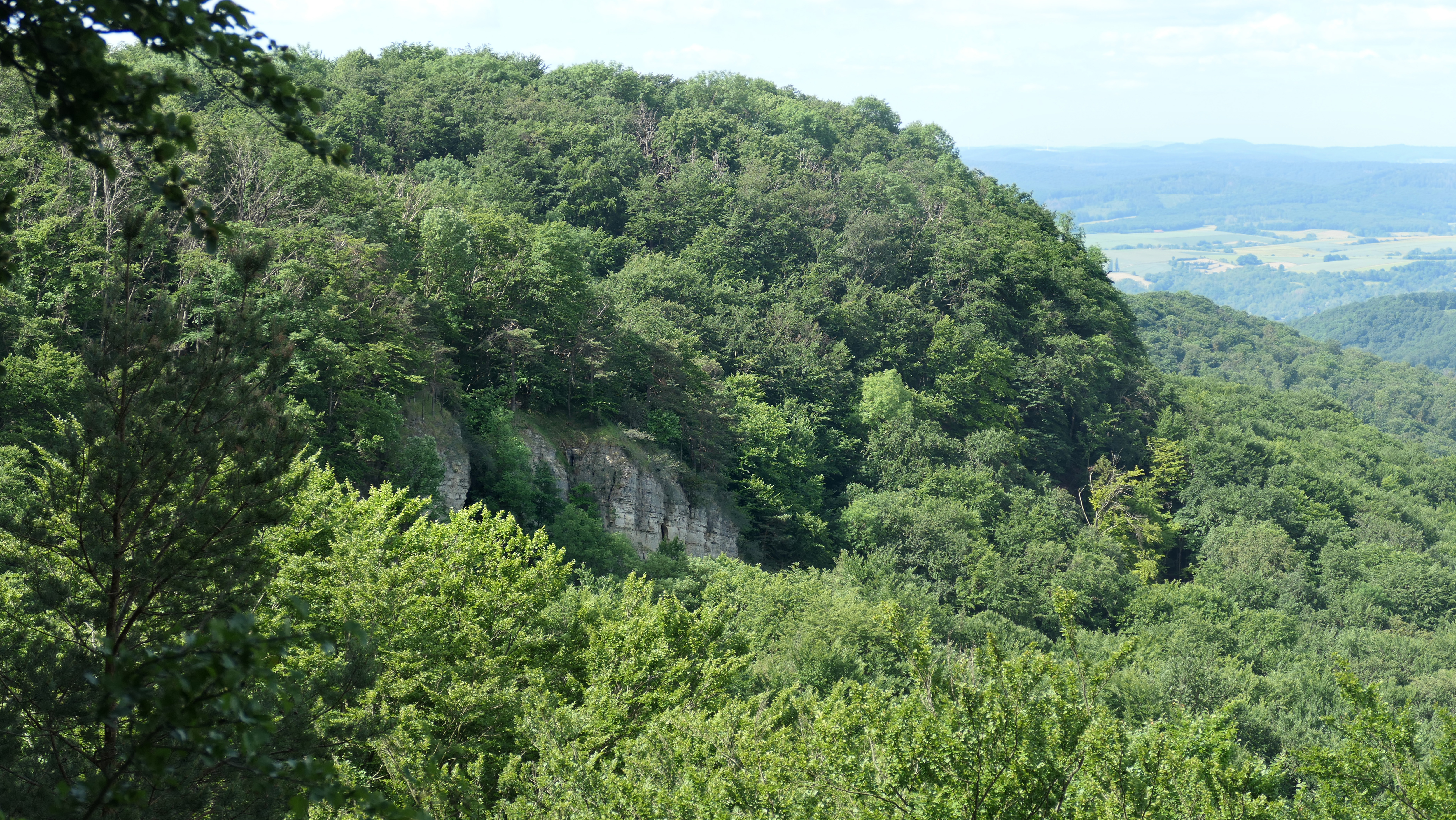
Blick vom Wolfstisch nach Süden auf den Felsenbereich des Pferdelochs
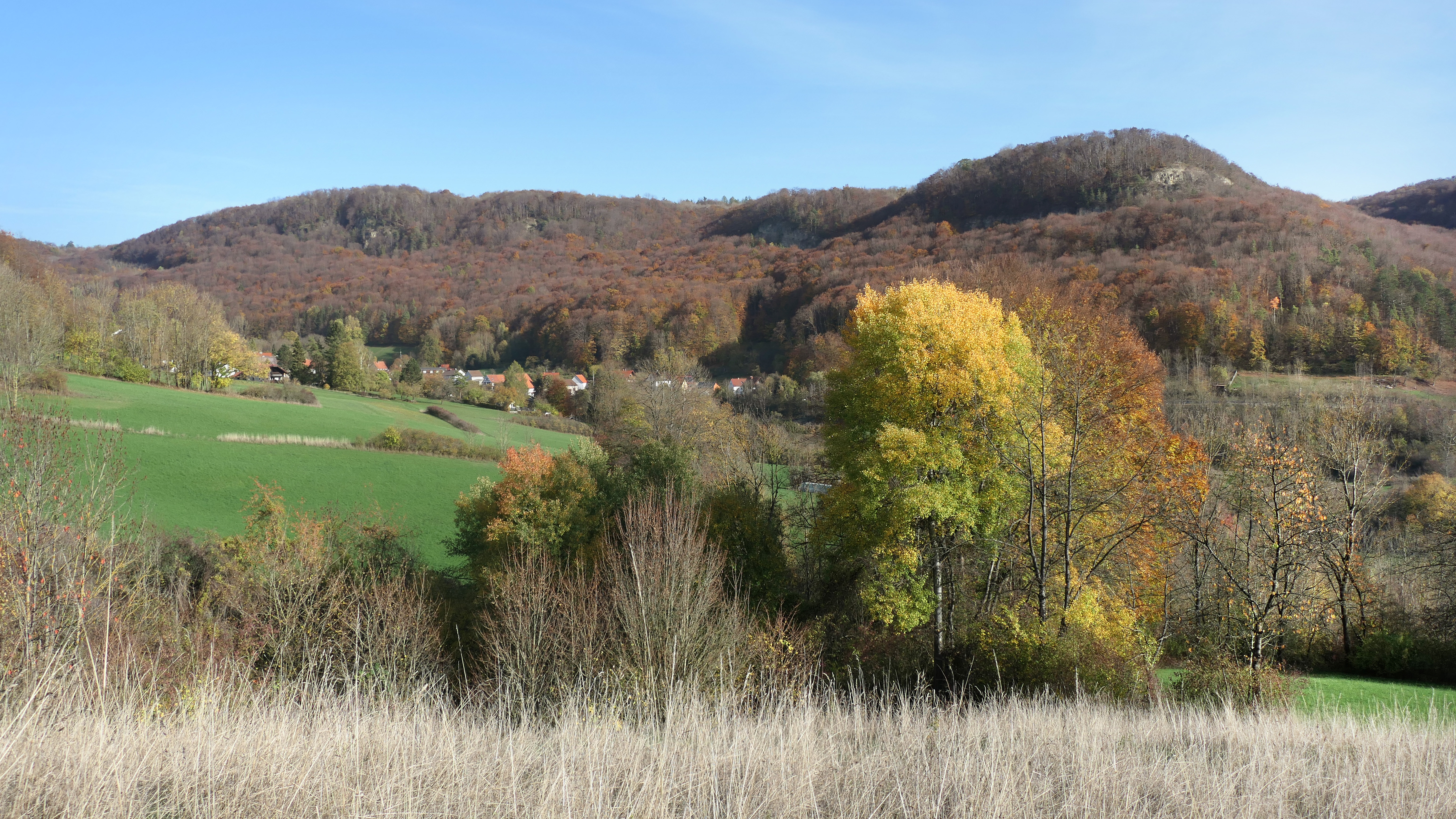
Der westliche Abfall der Gobert mit (von rechts) Salzfrau, Pferdeloch, Wolfstisch und Weißer Graben
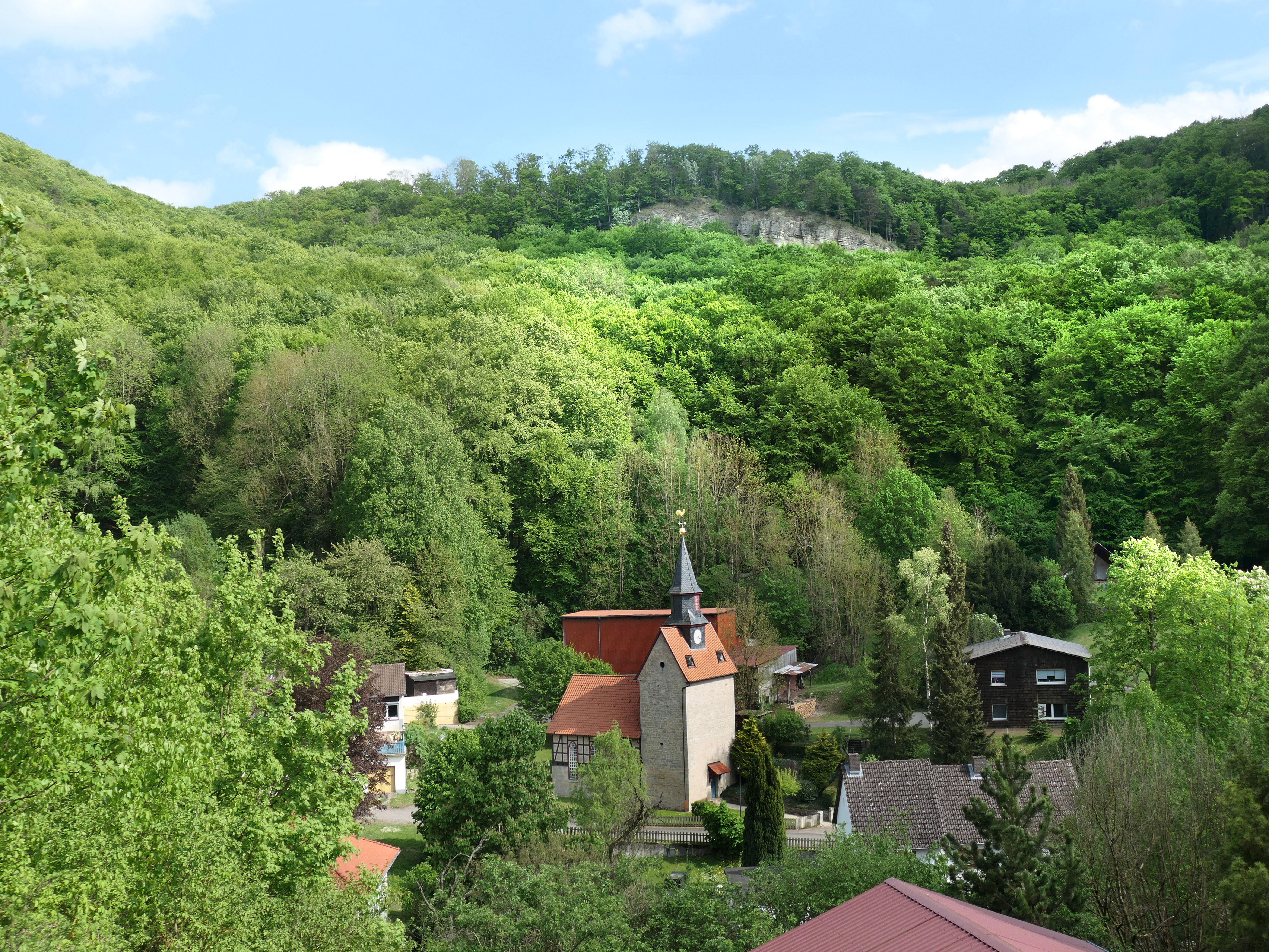
Blick über die Hitzelröder Kirche auf eine Abrisskante der Gobert

## Besucherhinweis
Die Landschaft der Hessischen Schweiz zählt zu den naturnahen Bergwandergebieten Hessens und ist durch markierte Wege und Wanderpfade erschlossen.
- Zu dem Wolfstisch und den weiteren Aussichtspunkten an den Abrisskanten wie Pferdeloch, Salzfrau, Weißer Graben und Schöne Aussicht führt der Premiumwanderweg P4 des Geo-Naturparks Frau-Holle-Land. Er verläuft nach steilem Anstieg relativ eben auf meist schmalen Waldpfaden über das Plateau. Der rund sechzehn Kilometer lange Rundweg, der erweitert und abgekürzt werden kann, ist mit dem Wandersiegel des Deutschen Wanderinstituts ausgezeichnet. Wegen eines kurzen Teilstücks, das Trittsicherheit erfordert, ist die Tour als mittelschwer eingestuft.[19]
- Auf teilweise gleicher Wegstrecke wie der P4 verläuft über die Gobert der Fernwanderweg Werra-Burgen-Steig Hessen, mit der Wegmarkierung X5 H, der mit einer Länge von 133 km Hann. Münden mit der Tannenburg in Nentershausen verbindet. Im Jahr 2016 wurde er von der Zeitschrift Wandermagazin als zweitschönster Wanderweg Deutschlands prämiert und bekam im Januar 2023 erneut das für drei Jahre gültige Siegel „Qualitätsweg Wanderbares Deutschland“. Derzeit unterbricht den Weg allerdings die Baustelle der Bundesautobahn 44.[20]